# Lysianka (huyện)
Huyện Lysianka (tiếng Ukraina: Лисянський район, chuyển tự: Lysiankas’kyi raion) là một huyện của tỉnh Cherkasy thuộc Ukraina. Huyện Lysianka có diện tích 746 km², dân số theo điều tra dân số ngày 5 tháng 12 năm 2001 là 28721 người với mật độ 39 người/km2. Trung tâm huyện nằm ở Lysianka.